# Elsa Morante

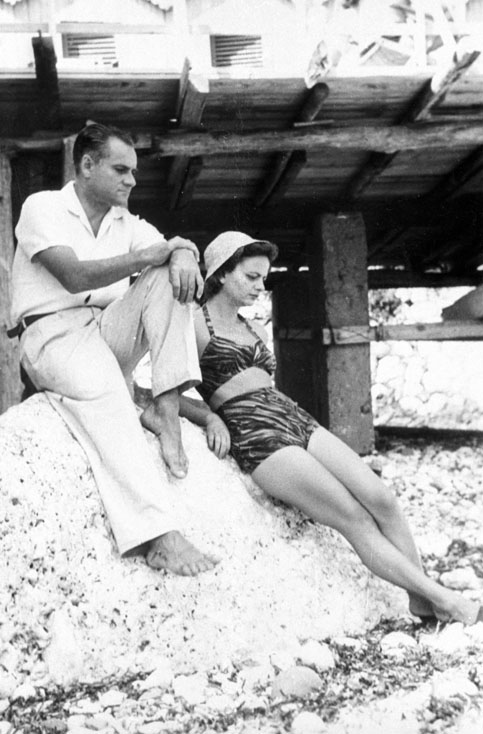
Alberto Moravia en Elsa Morante.

Elsa Morante (Rome, 18 augustus 1912 - aldaar, 25 november 1985) was een van de bekendste Italiaanse schrijfsters van de twintigste eeuw.

## Leven en werk
Morante werd geboren in Rome, waar ze, met uitzondering van een periode tijdens de Tweede Wereldoorlog, haar hele leven woonde. Ze begon in de jaren dertig met het schrijven van korte verhalen en publiceerde haar eerste boek in 1941, een verzameling verhalen getiteld Il Gioco Segreto. In datzelfde jaar huwde ze de cineast en schrijver Alberto Moravia. Samen met haar echtgenoot vluchtte ze aan het einde van de oorlog (ze waren beide joods) naar het zuidelijke platteland van Italië. Die gebeurtenis is ook kenmerkend voor haar verdere werk. Enkele van haar boeken zijn verfilmd. Haar laatste roman, Aracoeli, verscheen in 1982, drie jaar voor haar dood.
Morante stond bekend als een onorthodoxe Italiaans auteur. Gedurende haar schrijfcarrière stond ze erom bekend dat ze tegen vele heilige huisjes schopte. In haar beroemdste roman bijvoorbeeld, De Geschiedenis, laakt ze de ideologieën van haar landgenoten tijdens de Tweede Wereldoorlog.

### Romans
- Menzogna e sortilegio (1948)

- Leugens en tovenarij, 2022, vertaling Manon Smits
- L'isola di Arturo (1957)

- Het eiland van Arturo, 1960, vertaling J.H. Klinkert-Pötters Vos
- Het eiland van Arturo, 2021, vertaling Manon Smits
- La Storia (1974)

- De Geschiedenis, 1982, vertaling Frederique van der Velde
- Aracoeli (1982)

### Verhalen
- Il gioco segreto (1941)
- Lo scialle andaluso (1963)
- Racconti dimenticati (2002)

- De verzamelde verhalen, 2004, vertaling Jan van der Haar

### Poëzie
- Alibi (1958)

- Alibi, 2012, redactie Gandolfo Cascio, vertaling Jan van der Haar
- Il Mondo Salvato dai Ragazzini (1968)

### Kinderboeken
- Le straordinarie avventure di Caterina (1959)

### Non-Fictie
- Pro e contro la bomba atomica (1987) essays

- Bibsys: 90096002
- Biblioteca Nacional de España: XX954191
- Bibliothèque nationale de France: cb11916734r (data)
- Catàleg d'autoritats de noms i títols de Catalunya: 981058517496106706
- CiNii: DA00836977
- Digitale Bibliotheek voor de Nederlandse Letteren: mora022
- Gemeinsame Normdatei: 118784765
- International Standard Name Identifier: 0000 0001 1850 6630
- Library of Congress Control Number: n50004607
- Nationale Bibliotheek van Letland: 000234791
- MusicBrainz: be774ba5-ae31-40ab-add7-7bf45b078c17
- Bibliotheek van het Japanse parlement: 00450471
- Nationale Bibliotheek van Tsjechië: kup20000000066874
- Nationale bibliotheek van Australië: 35397982
- Nationale Bibliotheek van Israël: 987007265676305171
- Nationale Bibliotheek van Polen: a0000001604683
- Nationale en Universitaire bibliotheek Zagreb: 000033341
- Nederlandse Thesaurus van Auteursnamen: 069097984
- Réseau des bibliothèques de Suisse occidentale: 02-A003607875
- Istituto Centrale per il Catalogo Unico: CFIV021875
- LIBRIS: 194778
- SNAC: w6cz7bgz
- Système universitaire de documentation: 027037061
- Trove: 938688
- Virtual International Authority File: 100159579
- WorldCat: E39PBJgX7PxVbFYYGQkxgfmw4q